# 535 v.Chr.
Het jaar 535 v.Chr. is een jaartal volgens de christelijke jaartelling.

## Gebeurtenissen

### Frankrijk
- Carthago verslaat de Grieken in de slag bij Alalia (Corsica). De Phocaeërs worden na tien jaar weer verdreven.

### Italië
- Griekse kolonisten uit Phocaea vestigen een handelsnederzetting bij Elea, ten zuiden van Salerno.

## Geboren
- Hiëro I, tiran van Syracuse